# 射擊覺醒！激鬥瓶蓋人
《射擊覺醒！激鬥瓶蓋人》是Takara Tomy製作的日本原創網路動畫，2020年10月9日起每週五在YouTube發表。台灣與港澳分別於2020年12月1日以及2021年2月5日起同樣每週五在YouTube發表。
第二作之電視動畫《射擊覺醒！激鬥瓶蓋人DX》2022年4月3日起每週六在大阪電視台首播，台灣由東森幼幼台於同年6月24日起每週五首播，香港則由翡翠台於同年9月11日起每週日首播。

## 故事大綱

### 網路動畫
「瓶蓋人」是風靡世界的全新娛樂，主角甲賀洸太目標是成為世界第一的「瓶蓋王」。他跟瓶蓋人「可樂丸」相遇並成為拍檔，與不同對手於虛擬空間「飲料世界」進行一場場刺激的「瓶蓋戰鬥」！

### 電視動畫
目標成為最強瓶蓋鬥士的主角－甲賀洸太！在命運的安排下遇見了屬於自己的瓶蓋人－可樂丸，在屬於瓶蓋人的戰鬥世界裡，發展出一段充滿熱血的友情冒險故事！
知名大型企業的接班人－帆狩琉，為了滿足父親的期待，天天接受辛苦的瓶蓋人訓練，成為青少年的他，漸漸的厭惡瓶蓋人影響了他的家庭生活。
同時，他也發現了家族企業的陰暗面，在故事中暗地裡調查真相！
兩位不同背景的青少年，卻因為瓶蓋人而相遇在一起！
洸太能不能成為最強的瓶蓋鬥士，而琉能不能與家族重修舊好，並且找回對瓶蓋人的樂趣，全新的瓶蓋人冒險故事，就此展開！

## 登場人物
登場人物的名字取自瓶裝飲料品牌或產品之名稱。

### 主要人物

#### 常設
甲賀 洸太（配音員：平田真菜（日本）；楊詩穎（台灣）；姜嘉蕾（網路動畫）、張頌欣（電視動畫、TVB版本）（香港））
持有瓶蓋人：可樂丸（網路動畫）→ 可樂丸DX（電視動畫第1-26話）→ 超能可樂丸DX（電視動畫第27話起）（力量型，鳳凰座）
本作主角，有著精力充沛、開朗的情格，以成為「瓶蓋王」為目標。銅級瓶蓋鬥士，後於第11話中擊敗黃金級的獵而晉升至黃金級。
DX版中設定為12歲。原僅為負責於瓶蓋戰鬥場地中撿拾掉落瓶蓋的工讀生，後因意外破壞場地中的木橋，決定成為瓶蓋鬥士並以獲勝的獎金支付高額賠償金。
首次參戰即升至銅級，並於第17話擊敗里奧後晉升至銀級。第47話被BMA指名為接任希特拉斯之暫定瓶蓋王人選。
名字取自可口可樂。
帆狩 琉（配音員：KENN、日野麻里（電視動畫、幼年）（日本）；喬資淯（台灣）；鄭家蕙（網路動畫）、李凱傑、羅孔柔（幼年）（電視動畫、TVB版本）（香港））
持有瓶蓋人：動能水龍（網路動畫）→ 動能水龍DX（速度型，水瓶座）
黃金級瓶蓋鬥士中最年少者，有「蒼龍連射王子」之稱的射擊天才。持有瓶蓋人為速度型的動能水龍。
DX版中設定為12歲，於全部瓶蓋鬥士中排名第11位的金級瓶蓋鬥士。受過菁英教育，因與父親的過節而厭惡瓶蓋人。
第35話擊敗里奧後晉升為排名第10位的明星瓶蓋鬥士；第46話正式宣布自瓶蓋戰鬥界引退，並接替父親成為BMA新任社長。
名字取自寶礦力水特以及動元素。

#### 電視動畫登場
宇佐美 晴明（配音員：奈良徹（日本）；梁興昌（台灣）；張方正（香港））
持有瓶蓋人：步槍守衛DX（控制型，犬座）
12歲，穿著軍服、獨來獨往的少年，於全部瓶蓋鬥士中排名第33位的金級瓶蓋鬥士，有「暗綠惡魔」之稱。幼時曾遭受隊友背叛，因此當見到他人的友情時便會渾身發癢。
名字取自Lifeguard 超生命體飲料。
赤牛 翼（配音員：木村昴（日本）；關令翹，袁淑珍（幼年）（香港））
持有瓶蓋人：強襲轟牛DX（力量型，金牛座）
僅次於瓶蓋王的世界最強瓶蓋鬥士「三鬥神」之一，有「紅蓮猛牛」之稱。
名字取自紅牛能量飲料。
葉加瀨 香織（配音員：關根明良（日本）；連思宇（台灣）；廖欣怡（香港））
持有瓶蓋人：迅影毒蠍DX（速度型，天蠍座）
12歲，排名第480位的銅級瓶蓋鬥士，自稱為「天才瓶蓋人工程師」的技術系瓶蓋鬥士，充分利用瓶蓋人的活潑女孩。
名字取自胡椒博士集團。
帆狩 井生（配音員：速水獎、KENN（幼年）（日本）；雷霆（香港））
持有瓶蓋人：動能水龍DX（紅色款式）（速度型，水瓶座）
琉的父親，瓶蓋人營運組織「BMA」的社長、前任瓶蓋王。
第26話為了保護琉而遭崩塌的競技場設施壓傷並因此住院休養。第46話為了對住院期間外界發生的事件負責而引咎辭職。
名字取自寶礦力水特 Ion Water。

### 瓶蓋鬥士

#### 網路動畫登場／常設
大井 五右衛門（配音員：福原克己（日本）；樂家焜（網絡動畫）、鍾見麟（電視動畫）（香港））
持有瓶蓋人：玉露武士（控制型）
黃金級瓶蓋鬥士，最近搬家到洸太家附近，說話帶有類似歌舞伎的語調。
DX版中為排名第1位的明星瓶蓋鬥士之首，於AI進行瓶蓋激鬥戰改制後成為其手下之希特拉斯軍團的分隊長之一，然而持有瓶蓋人仍為原版玉露武士而非飲料交錯系統之瓶蓋人。
名字取自伊右衛門綠茶。
峰崎 獵（配音員：岩崎諒太（日本）；方榮基（香港））
持有瓶蓋人：葡萄戰狼（力量型）
黃金級瓶蓋鬥士，為了推廣垂直翻滾而不擇手段的恐怖組織「場惡地狩」的領導者。
名字取自芬達汽水。
武鬥 尤吉（配音員：今井文也（日本））、武鬥 喬吉（配音員：檜山修之（日本））
持有瓶蓋人：牛奶雷神（速度型，尤吉持有）、咖啡風神（力量型，喬吉持有），二者可合體成為龍神·特調龍（全能型）
白金級瓶蓋鬥士兄弟，全球最熱門的搖滾樂團「金屬公路」主唱。
名字分別取自雪印惠乳業與喬亞咖啡。
宰田 三谷（配音員：五十嵐裕美（日本）；陳灝瑋、雷碧娜（幼年）（香港））
持有瓶蓋人：神弓戰犀DX（控制型，射手座）（電視動畫第18話起）
洸太的好友，時常與他一起在公園進行瓶蓋人的練習。
DX版中設定為12歲，為洸太的兒時玩伴之一、普通級瓶蓋鬥士。
名字取自三矢蘇打。
水野 伊呂波（配音員：渋谷彩乃（日本）；謝潔貞（香港））
持有瓶蓋人：聖光天使DX（全能型，室女座）（電視動畫第41話起）
洸太的好友，喜歡分析資訊。
DX版中設定為12歲，為洸太的兒時玩伴之一、普通級瓶蓋鬥士。
名字取自I LOHAS 天然水。

#### 電視動畫登場
流行 椪田/希特拉斯（配音員：大塚剛央（日本）；鈕凱暘（台灣）；胡家豪（香港））
持有瓶蓋人：雙極天龍DX（全能型，天龍座）（電視動畫第37話起再次使用）
洸太的前輩兼好友。個性隨和不可靠，但因會為後輩們帶來手工製的慰勞品而受到喜愛。
真實身份為多年前年僅10歲即擊敗井生奪得瓶蓋王之位的傳奇瓶蓋鬥士「希特拉斯」，於戰力正值高鋒時突然退出瓶蓋戰鬥界，導致瓶蓋王之位從缺。後來於第32話正式復出，然而於第38話戰鬥即將結束之際遭AI操控；第44話與洸太的對戰中自行將AI從體內驅逐，後於第47話自行放棄瓶蓋王之稱號。
名字取自寶利飲料以及POM蜜柑果汁。
亞末 羅蘭（配音員：土岐隼一（日本）；李安邦（香港））
持有瓶蓋人：大地巨蟹DX（控制型，巨蟹座）
16歲，排名第9位的「明星瓶蓋鬥士」、世上最美的瓶蓋鬥士，有「誘人的赤紅果實」之稱。
名字取自日冷針葉櫻桃果汁。
金士師 李奧（配音員：檜山修之（日本）；麥皓豐（香港））
持有瓶蓋人：獅獅萊昂DX（速度型，獅子座）
三鬥神之一，個性好戰，因其無情的戰鬥風格而有「百獸殲滅王」之稱，喜歡粗暴地吃水果。
私下與真知子的叛亂勢力勾結，於第30話B-DACT正式成立後成為其認定的新任瓶蓋王，然而不被BMA承認。第35話為了共同對抗希特拉斯而再次倒戈至BMA。
名字取自C.C.Lemon 。
紅 白（配音員：柿原徹也（日本）；曹啟謙（香港））
持有瓶蓋人：右翼飛鷲DX（控制型，表人格使用）、左翼雄獅DX（速度型，裏人格使用），兩者可合體成為皇家獅鷲DX（複合型，雙子座，第三人格使用）
三鬥神之一，總是笑臉迎人，認為對粉絲的服務很重要，為瓶蓋鬥士中模範的存在，有「慈愛的神獸」之稱，但在和善的表面下另外有著以殘暴手段追求玩樂的裏人格以及一昧盲目信從希特拉斯的第三人格。自希特拉斯失蹤後便陷入低潮，不再參與任何瓶蓋戰鬥，但仍會現身於公眾場合與粉絲互動。第30話受赤牛翼之託而回歸參加BMA對B-DACT的團體戰，但在裏人格覺醒後隨即倒戈至B-DACT陣營。於第33話「解放」第三人格並再度倒戈至柑橘隊。
名字取自紅茶花傳皇家奶茶。
斯帕克（配音員：遠藤廣之（日本）；曹啟謙（香港））
金級瓶蓋鬥士。
珮可（配音員：土屋李央（日本）；凌晞（香港））
金級瓶蓋鬥士。
名字取自白毫。
江原田 飛鷹（配音員：藤原夏海（日本）；黃鳳英（香港））
持有瓶蓋人：凌羽天鷹DX（速度型，天鷹座）
普通級瓶蓋鬥士，獲選成為BMA最新型瓶蓋人機體的適格者。
名字取自綾鷹綠茶。
伊獸院 獸門（配音員：梅原裕一郎（日本）；鄧志堅（香港））
持有瓶蓋人：百式三頭犬DX（力量型，天秤座）
排名第7位的明星瓶蓋鬥士，總是追求著公平無違規的戰鬥，因而有「公平競爭先生」之稱。
名字取自百事可樂。
岡崎 大亨（配音員：岡崎體育（日本）；（香港））
雖僅為銀級，卻有著不亞於明星瓶蓋鬥士之高人氣的藝人兼職瓶蓋鬥士。
斬 殤太（配音員：岩崎諒太（日本）；李致林（香港））
持有瓶蓋人：碳撒旦DX（力量型，摩羯座）
排名第333位的銅級瓶蓋鬥士，性格開朗但害羞。因為想出名，所以立志成為瓶蓋王。他是那種比想像中更憑直覺行事的人，所以經常惹麻煩。
名字取自THE TANSAN。

### 其他

#### 網路動畫登場／常設
帆狩 末藏（配音員：黑田崇矢（日本）；陳冠宏（網絡動畫）、陳永信（電視動畫）（香港））
琉的祖父。製造瓶蓋人的公司「BMBC」的創辦人、瓶蓋戰鬥的創始者，喜好蒐集瓶蓋。
DX版中改為瓶蓋人營運組織「BMA」的創辦人兼主席，基於對瓶蓋的喜愛而發想出瓶蓋人的概念。
名字與琉同樣取自寶礦力水特。
裁判 娜娜子（配音員：松井惠理子（日本）、李蔓宜（香港））、裁判 桃子（配音員：結城光（日本）、石梓晴（香港））
飲料世界中負責主持瓶蓋戰鬥的兩位高性能人工智慧。
名字取自Orangina、Natchan! 果汁飲料以及桃之天然水。
解說員山本（配音員：山本修平（日本）；（香港））
便利商店「DewYaMart」的店長，因喜歡瓶蓋人而自願成為瓶蓋戰鬥的解說員。
名字取自激浪汽水。
黑衣男子（配音員：竹內想、田中進太郎（網路動畫）；岩河拓吾、近藤浩德、岡田雄樹（電視動畫）（日本）；樂家焜（網絡動畫）、李致林、曹啟謙、李鎮然、鍾見麟（電視動畫）（香港））
末藏的兩位秘書兼貼身保鑣。
DX版中改為BMA的基層營運人員以及帆狩家守衛，人數增至數十名，且有著與瓶蓋鬥士相似的排行與等級制度。

#### 電視動畫登場
昇喜 奈奈（配音員：松井惠理子（日本）；張乃文（台灣）；魏惠娥（香港））
BMA的官方實況主播。曾為饒舌歌手，當興奮時說話會帶有饒舌的語調。
名字取自七喜汽水。
帆狩 繪里（配音員：長澤美樹（日本）；鄭麗麗（香港））
BMA高層之一，琉的母親，為身為瓶蓋王的丈夫井生提供各種支持。數年前病倒後便一直處於昏迷狀態，直到第45話結尾才甦醒。
名字取自寶礦力水特以及動元素。
帆狩 真知子（配音員：唐澤潤（日本）；曾秀清（香港））
持有瓶蓋人：動能水龍DX（黃色款式）（速度型，水瓶座）
BMA高層之一、井生的妹妹，曾為負責主導開發脈動同步系統的工程師，然而在脈動同步之使用上看法與井生不同，因而時常起爭執，並暗地裏組織著滲透BMA內部的叛亂勢力，企圖成立新的瓶蓋人機構「B-DACT」以取代BMA。
名字取自寶礦力水特以及瑪綺機能氣泡飲。
路比亞教授（配音員：高橋伸也（日本）；葉振聲（香港））
真知子手下的科學家。
名字取自根汁啤酒。
傳 高茶坂（配音員：高坂遊太（日本）；關令翹（香港））
便利商店「DewYaMart」的代理店長，熱愛瓶蓋人，除店內的職務外亦開設了用以推廣瓶蓋人的播報節目。
名字取自紅茶花傳。
AI（配音員：福原克己（青年形貌）、松岡美里（幼童形貌）、大塚剛央（附身時）（日本）；（台灣）；胡家豪（附身時）、陳耀楠（青年形態）（香港））
由BMA總部大樓的伺服主機誕生的人工智慧，脈動同步系統的原始提案者。於希特拉斯復出後隨即利用安裝於雙極天龍DX的脈動同步奪去其身體主控權，並盜用其身分推行講求精準性與壓抑情感的全新瓶蓋激鬥戰形式。

## 網路動畫

### 主題曲
「キャップ革命 ボトルマン」
作詞、作曲：ダニー，編曲：ザ50回転ズ
主唱：ザ50回転ズ

### 各話列表
| 話數   | 日文標題 | 台灣標題                               | 香港標題                                 | 劇本     | 分鏡     | 演出     | 作畫監督                       | 日本 播放日期  | 台灣 播放日期  | 香港 播放日期 |
| ------ | -------- | -------------------------------------- | ---------------------------------------- | -------- | -------- | -------- | ------------------------------ | -------------- | -------------- | ------------- |
| 第1話  |          | 我和可樂丸！嫣紅的傳說就此展開！       | 我和可樂火鳥 火紅色的傳說現在要開始了    | 八木崇夫 | 川崎逸朗 | 川崎逸朗 | 南方麻奈美                     | 2020年 10月9日 | 2020年 12月1日 | 2021年 2月5日 |
| 第2話  |          | 蒼龍！帆狩！                           | 蒼龍！帆狩！                             | 八木崇夫 | 川崎逸朗 | 川崎逸朗 | 池森繪美                       | 2020年 10月9日 | 2020年 12月1日 | 2月12日       |
| 第3話  |          | 燃燒吧 ，紅蓮火焰！可樂丸的實力        | 燃燒起來吧，紅蓮之炎！可樂火鳥蘊藏的實力 | 八木崇夫 | 川崎逸朗 | 川崎逸朗 | 大村將司                       | 10月16日       | 12月11日       | 2月19日       |
| 第4話  |          | 歌舞伎少年 大井五右衛門登場！          | 來了！演歌舞伎的是大井五右衛門           | 八木崇夫 | 川崎逸朗 | 二宮壯史 | 陳達理                         | 10月16日       | 12月18日       | 2月26日       |
| 第5話  |          | 綠色狙擊手！玉露武士彈不虛發           | 綠色的狙擊手 綠茶武士百發百中            | 八木崇夫 | 川崎逸朗 | 二宮壯史 | 增田俊介                       | 10月23日       | 12月25日       | 3月5日        |
| 第6話  |          | 飛吧！朝著目標前進的遠程射擊           | 飛吧！向著目標遠距離射擊                 | 八木崇夫 | 川崎逸朗 | 二宮壯史 | 酒井春佳                       | 10月30日       | 2021年 1月1日  | 3月12日       |
| 第7話  |          | 全力以赴！剛與柔的對決                 | 認真的對決！剛與柔的碰撞                 | 八木崇夫 | 川崎逸朗 | 二宮壯史 | 大村將司                       | 11月6日        | 1月8日         | 3月19日       |
| 第8話  |          | 垂直翻滾的強者！峰崎獵的場惡地狩         | 垂直迴轉！峰崎亨達登場                   | 八木崇夫 | 齋藤瑞華 | 三好     | 南方麻奈美                     | 11月13日       | 1月15日        | 3月26日       |
| 第9話  |          | 奇襲！曲線彈射的葡萄戰狼               | 突襲！葡萄冰狼的樽蓋彈射                 | 八木崇夫 | 齋藤瑞華 | 三好     | 高原修司                       | 11月13日       | 1月22日        | 4月2日        |
| 第10話 |          | 延長賽！狙擊破綻，PK一決勝負           | 延長戰！對準間縫，一決高下               | 八木崇夫 | 齋藤瑞華 | 三好     | 增田俊介                       | 11月20日       | 1月29日        | 4月9日        |
| 第11話 |          | 力量VS垂直翻滾！正面對決               | 力量VS垂直迴旋轉！堂堂正正的一決勝負     | 八木崇夫 | 齋藤瑞華 | 三好     | 增田俊介                       | 11月27日       | 2月5日         | 4月16日       |
| 第12話 |          | 驚嘆，榮耀的金色瓶蓋                   | 輝煌的黃金色瓶蓋！                       | 八木崇夫 | 齋藤瑞華 | 三好     | 池森繪美                       | 12月4日        | 2月11日        | 4月23日       |
| 第13話 |          | 比賽開始！瓶蓋王獎落誰家？                   | 大賽開始，誰能勇奪樽甲彈蓋王！？                   | 八木崇夫 | 齋藤瑞華 | 三好     | 南方麻奈美、高原修司、二宮壯史 | 12月11日       | 2月19日        | 4月30日       |
| 第14話 |          | 超級連射！雷神鼓鳴不止！               | 超連射，不能遏止的雷神太鼓！             | 八木崇夫 | 齋藤瑞華 | 三好     | 增田俊介                       | 12月18日       | 2月26日        | 5月7日        |
| 第15話 |          | 牛奶雷神與可樂丸，突破極限的戰鬥！     | 將壓逼感反彈！                           | 八木崇夫 | 齋藤瑞華 | 三好     | 高原修司                       | 12月18日       | 3月5日         | 5月14日       |
| 第16話 |          | 火熱吶喊！奪得勝利吧！                 | 灼熱的叫喊！抓緊勝利                     | 八木崇夫 | 齋藤瑞華 | 三好     | 增田俊介                       | 12月25日       | 3月12日        | 5月21日       |
| 第17話 |          | 金屬風暴來襲！風神的暴風聲音搖滾響不停 | 金屬風暴！風神旋風呼嘯不停               | 八木崇夫 | 齋藤瑞華 | 矢的中   | 森乃                           | 2021年 1月1日  | 3月19日        | 5月28日       |
| 第18話 |          | 咆哮吧，覺醒的動能水龍！               | 咆哮吧巨浪海龍！覺醒的水動海龍           | 八木崇夫 | 齋藤瑞華 | 矢的中   | 池森繪美                       | 2021年 1月1日  | 3月26日        | 6月4日        |
| 第19話 |          | 激戰！動能水龍VS咖啡風神               | 激戰！海龍VS風神！                       | 八木崇夫 | 齋藤瑞華 | 矢的中   | 森乃、小野早香                 | 1月8日         | 4月2日         | 6月11日       |
| 第20話 |          | 特訓開始！朝著勝利前進….了嗎？         | 特訓開始！難以向著勝利邁進？！           | 八木崇夫 | 田中和哉 | 矢的中   | 酒井春佳、小野早香             | 1月15日        | 4月9日         | 6月18日       |
| 第21話 |          | 黃金光輝！閃亮新星！                   | 黃金光輝！閃爍的新星                     | 八木崇夫 | 田中和哉 | 矢的中   | 高原修司                       | 1月15日        | 4月16日        | 6月25日       |
| 第22話 |          | 團體對決！獲勝的是哪一方？             | 組合對決！勝利屬於哪一方？               | 八木崇夫 | 川崎逸朗 | 二宮壯史 | 二宮壯史                       | 1月22日        | 4月23日        | 7月2日        |
| 第23話 |          | 終極合體！龍神‧特調龍                  | 樽甲彈蓋人合體！混合咖啡龍神             | 八木崇夫 | 川崎逸朗 | 二宮壯史 | 增田俊介                       | 1月22日        | 4月30日        | 7月9日        |
| 第24話 |          | 最後一局！席捲而來的風暴！             | 彈射吧樽甲彈蓋人！我們的世紀對決         | 八木崇夫 | 川崎逸朗 | 二宮壯史 | 增田俊介                       | 1月29日        | 5月7日         | 7月16日       |
| 第25話 |          | 兩人的瓶蓋革命                         | 二人的冒險                               | 八木崇夫 | 川崎逸朗 | 二宮壯史 | 高原修司                       | 2月5日         | 5月14日        | 7月23日       |

## 電視動畫

### 主題曲

#### 片頭曲
「レディキャップ！」（第1話-第39話）
作詞、作曲、編曲：岡崎體育
主唱：岡崎體育
第51話用作插入曲。
「ResQ!!」（第40話-第46話、第48話-第51話）
作詞：杉本琢彌
作曲：PETTIN PATTIN、杉本琢彌
主唱：AXXX1S
第47話用作插入曲。

#### 台灣版中文主題曲
（第4話-第51話）
主唱：柳丁哥哥、天竺鼠姐姐

### 各話列表
| 話數   | 日文標題 | 台灣標題                      | 香港標題                            | 劇本            | 分鏡     | 演出       | 作畫監督                                                                          | 日本 播放日期 | 台灣 播放日期  | 香港 播放日期  |
| ------ | -------- | ----------------------------- | ----------------------------------- | --------------- | -------- | ---------- | --------------------------------------------------------------------------------- | ------------- | -------------- | -------------- |
| 第1話  |          | 咻咻誕生可樂丸DX              | 清爽誕生！可樂火鳥DX                | 山本            | 川崎逸朗 | 球野貴裕   | 增田俊介                                                                          | 2022年 4月3日 | 2022年 6月24日 | 2022年 9月11日 |
| 第2話  |          | 神速三連射 動能水龍DX         | 神速三連射 水動海龍DX               | 山本            | 川崎逸朗 | 球野貴裕   | 增田俊介、 村井圭太、 森和江、 坂井博美                                           | 4月10日       | 7月1日         | 9月18日        |
| 第3話  |          | 高潮迭起 贏家會是我           | 賽事高潮！勝利是屬於我！            | 山本            | 川崎逸朗 | 球野貴裕   | Kim Ilbae、 Jung Daewoon                                                          | 4月17日       | 7月8日         | 9月25日        |
| 第4話  |          | 咻咻歡迎回來 可樂丸DX         | 清爽歸來 可樂火鳥DX                 | 山本、 加賀未惠 | 金澤洪充 | 矢的中     | Yu Hyeonjin、 Bang Seungjin                                                       | 4月24日       | 7月15日        | 10月9日        |
| 第5話  |          | 解剖吧 可樂丸DX               | 讓我剖析吧！可樂火鳥DX              | 山本、 加賀未惠 | 金澤洪充 | 本間理莉   | 川島尚                                                                            | 5月1日        | 7月22日        | 10月16日       |
| 第6話  |          | 一決勝負吧 威力VS速度         | 一決勝負！力量對速度                | 山本、 加賀未惠 | 金澤洪充 | 吉澤太智   | 寺島征子                                                                          | 5月8日        | 7月29日        | 10月23日       |
| 第7話  |          | 高傲的步槍守衛DX              | 孤高的護命獵犬DX                      | 持田康之        | 吉田徹   | 吉田徹     | STUDIO O2、 STUDIO GREEN、 Lee Mikyung、 Hwang Mijung                             | 5月15日       | 8月5日         | 10月30日       |
| 第8話  |          | 團體戰大混亂                  | 風波裡的隊制賽！                    | 持田康之        | 吉田徹   | 吉田徹     | STUDIO O2、 Lee Sangmin、 Shin Jaeeun、 Nam Sangtae                               | 5月22日       | 8月12日        | 11月6日        |
| 第9話  |          | 蠢蠢欲動強襲轟牛DX 打倒三鬥神 | 奇襲金牛DX的呼嘯！打敗三鬥神        | 持田康之        | 金澤洪充 | 渡邊哲哉   | Kim.S Lee.Y.M Park.J.S Lim.S.K                                                    | 5月29日       | 8月19日        | 11月13日       |
| 第10話 |          | 生日快樂 香織博士的迅影毒蠍DX | 生日快樂 香織博士的劇毒天蠍DX       | 小山真          | 金澤洪充 | 渡邊哲哉   | Kim.S、 Kang.J.S、 Park.J.S、 Lim.S.K、 Lee.B.S                                   | 6月5日        | 8月26日        | 11月20日       |
| 第11話 |          | 暢快回來吧 可樂丸DX           | 清爽地來吧！可樂火鳥DX              | 小山真          | 金澤洪充 | 日下部優樹 | Lee Jongman                                                                       | 6月12日       | 9月2日         | 11月27日       |
| 第12話 |          | 優美巨蟹座 華麗的大地巨蟹DX   | 美麗巨蟹座！華麗的大地鋼輪DX        | 小山真          | 田中和哉 | 日下部優樹 | Kim Ranyeong、 Choi Eunyeong、 Park Yeonghi、 Yu Gyeongsuk                        | 6月19日       | 9月9日         | 12月4日        |
| 第13話 |          | 黑衣男子們如是說              | 黑衣人如是說                        | 川崎逸朗        | 川崎逸朗 | 川崎逸朗   | 森和江                                                                            | 6月26日       | 9月16日        | 12月11日       |
| 第14話 |          | 為什麼 可樂丸DX被盯上了       | 為什麼！？被盯上的可樂火鳥DX        | 持田康之        | 網野哲郎 | 球野貴裕   | Kim Ilbae、 Jung Daewoon、 Hong Seokpyo                                           | 7月3日        | 9月23日        | 12月18日       |
| 第15話 |          | 百獸殲滅王與獅獅萊昂DX        | 百獸殲滅王！金士師里奧與C.C.Leon DX | 持田康之        | 網野哲郎 | 球野貴裕   | 增田俊介、 酒井春香、 村井圭太                                                    | 7月10日       | 9月30日        | 12月25日       |
| 第16話 |          | 背叛 突襲 大混戰              | 背叛？奇襲！？大混戰！              | 持田康之        | 博多正壽 | 吉澤太智   | 百代                                                                              | 7月17日       | 10月7日        | 2023年 1月1日  |
| 第17話 |          | 超暢快的 速度型核心           | 清爽來吧 速度核心改                 | 持田康之        | 博多正壽 | 三好       | Kim Ilbae、 Jung Daewoon                                                          | 7月24日       | 10月14日       | 1月8日         |
| 第18話 |          | 最強瓶蓋人 神弓戰犀DX         | 最強彈蓋人！神雷天矢DX              | 小山真          | 吉田徹   | 吉田徹     | STUDIO O2、 Lee Simin、 Lee Mikyung、 STUDIO GREEN、 Hwang Mijung                 | 7月31日       | 10月21日       | 1月15日        |
| 第19話 |          | 天啊 好友的激烈對決           | 什麼？！摯友之間大激戰              | 小山真          | 吉田徹   | 吉田徹     | STUDIO O2、 Lee Sangmin、 Shin Jaeeun、 Nam Sangtae                               | 8月7日        | 10月28日       | 1月22日        |
| 第20話 |          | 我就是規則手冊 伊獸院獸門     | 我就是規則！伊獸院志滿              | 小山真          | 金澤洪充 | 矢的中     | 陳達理                                                                            | 8月14日       | 11月4日        | 1月29日        |
| 第21話 |          | 百式三頭犬DX 公平競爭         | 地獄三頭犬DX的公正比試！            | 山本            | 金澤洪充 | 矢的中     | 陳達理                                                                            | 8月21日       | 11月11日       | 2月5日         |
| 第22話 |          | 另一個可樂丸DX                | 另一個可樂火鳥DX！？                | 山本            | 二宮壯史 | 熨斗谷充孝 | Ho Seongjin、 Lee Jongman                                                         | 8月28日       | 11月18日       | 2月12日        |
| 第23話 |          | 判若兩人 琉的異狀               | 判若兩人 阿涼的異變                   | 山本            | 金澤洪充 | 吉澤太智   | 百代                                                                              | 9月4日        | 11月25日       | 2月19日        |
| 第24話 |          | 戰場上的聖誕快樂              | 戰場上聖誕快樂                      | 山本            | 金澤洪充 | 三好       | Kim Ilbae、 Jung Daewoon                                                          | 9月11日       | 12月2日        | 2月26日        |
| 第25話 |          | 放馬過來吧 碳撒旦DX           | 放馬過來吧 強化翼魔人DX             | 山本            | 金澤洪充 | 三好       | S.Kim、 J.W.Kim、 Y.M.Lee、 B.S.Lee                                               | 9月18日       | 12月9日        | 3月5日         |
| 第26話 |          | 極限爆裂 快醒醒 帆狩琉          | 爆裂？帆狩涼快醒來吧                  | 持田康之        | 金澤洪充 | 清水明     | Lee Jongman                                                                       | 9月25日       | 12月16日       | 3月12日        |
| 第27話 |          | 回來吧 超能可樂丸DX           | 奪回吧，可樂火鳥・超能DX！          | 小山真          | 川崎逸朗 | 球野貴裕   | 加藤春奈                                                                          | 10月2日       | 12月23日       | 3月19日        |
| 第28話 |          | 超激烈對戰 洸太VS琉                   | 大衝突！可達對阿涼！                      | 小山真          | 川崎逸朗 | 矢的中     | STUDIO O2、 Lee Simin、 Lee Mikyung                                               | 10月9日       | 12月30日       | 3月26日        |
| 第29話 |          | 黑衣男子們談股份              | 黑衣人談股份                        | -               | 川崎逸朗 | 川崎逸朗   | 森和江                                                                            | 10月16日      | 2023年 1月6日  | 4月2日         |
| 第30話 |          | BMA的危機 分裂天下的三場勝負  | BMA的危機！？決定天下的三連戰！     | 持田康之        | 金澤洪充 | 球野貴裕   | STUDIO O2、 Lee Sangmin、 Nam Sangtae                                             | 10月23日      | 1月13日        | 4月9日         |
| 第31話 |          | 白的背叛 驚人的左翼雄獅DX     | 阿白的叛變！驚異的L牛奶凱撒DX！     | 持田康之        | 金澤洪充 | 三好       | 村井圭太、 酒井春佳                                                               | 10月30日      | 1月27日        | 4月16日        |
| 第32話 |          | 瓶蓋王 希特拉斯現身           | 樽甲彈蓋王・柑橘現身！              | 山本            | 金澤洪充 | 熨斗谷充孝 | 南伸一郎、 魏旭龍、 杜伟峰、 陈亮                                                 | 11月6日       | 2月3日         | 4月23日        |
| 第33話 |          | 解放 皇家獅鷲DX               | 解放！皇家鷹獅DX！！                | 山本            | 田中和哉 | 我羅奈瓶太 | 松下純子、 飯飼一幸                                                               | 11月13日      | 2月10日        | 4月30日        |
| 第34話 |          | 暢快感與公平與三重衝擊        | 清爽與公正的三重衝擊                | 小山真          | 二宮壯史 | 我羅奈瓶太 | 飯塚葉子                                                                          | 11月20日      | 2月17日        | 5月7日         |
| 第35話 |          | 颳起瓶蓋暴風 李奧VS琉           | 掀起樽蓋風暴！里奧對阿涼！            | 小山真          | 吉田徹   | 球野貴裕   | 百代                                                                              | 11月27日      | 2月24日        | 5月14日        |
| 第36話 |          | 猛牛止步                      | 停下來的蠻牛                        | 小山真          | 渡邊哲哉 | 三好       | Lee Yeongmi、 Min Hyeonsuk、 Lee Seokyun、 Jeong Sejeong、 Jo Mijeong、 Lee Jitak | 12月4日       | 3月3日         | 5月21日        |
| 第37話 |          | 登場 希特拉斯的雙極天龍DX     | 粉墨登場！柑橘的歷戰天龍DX          | 小山真          | 渡邊哲哉 | 栗山美秀   | 村井圭太                                                                          | 12月11日      | 3月10日        | 5月28日        |
| 第38話 |          | 決鬥 洸太VS紅白               | 終有了斷？可達對紅白                | 持田康之        | 金澤洪充 | 球野貴裕   | STUDIO O2、 Lee Sangmin                                                           | 12月18日      | 3月17日        | 6月4日         |
| 第39話 |          | 絕對王者                      | 絕對王者                            | 持田康之        | 金澤洪充 | 水野健太郎 | STUDIO O2、 Lee Simin、 Lee Mikyung                                               | 12月25日      | 3月24日        | 6月11日        |
| 第40話 |          | 脈動同步 真相大白             | 生命同步 被埋沒的真相               | 持田康之        | 金澤洪充 | 熨斗谷充孝 | Lee Jongman                                                                       | 2023年 1月8日 | 3月31日        | 6月18日        |
| 第41話 |          | 伊羅的搭檔 友情的聖光天使DX   |                                     | 持田康之        | 金澤洪充 | 矢的中     | 百代                                                                              | 1月15日       | 4月7日         | 6月25日        |
| 第42話 |          | 希特拉斯隊的威脅              | 柑橘隊的威脅                        | 山本            | 田中和哉 | 栗山美秀   | H.J.Kim、 J.W.Kim、 B.S.Lee、 S.K.Im、 Y.M.Lee、 S.H.Park                         | 1月22日       | 4月14日        | 7月2日         |
| 第43話 |          | 紅白的反攻                    | 紅白的反擊                          | 山本            | 金澤洪充 | 信田       | 森和江、 村井圭太                                                                 | 1月29日       | 4月21日        | 7月9日         |
| 第44話 |          | 捨棄暢快感                    | 要拋棄澎湃！？                      | 山本            | 金澤洪充 | 信田       | 飯飼一幸、 飯塚葉子                                                               | 2月5日        | 4月28日        | 7月16日        |
| 第45話 |          | 分出高下 洸太VS翼             | 了斷！可達對阿翼                    | 山本            | 渡邊哲哉 | 三好       | STUDIO O2、 Lee Simin、 Lee Mikyung、 STUDIO GREEN、 Hwang Mijung                 | 2月12日       | 5月5日         | 7月23日        |
| 第46話 |          | 再見了 帆狩琉                   | 再見帆狩涼                            | 加賀未惠        | 渡邊哲哉 | 水野健太郎 | STUDIO O2、 Choi Heeeun、 Kim Hyunah、 Cho Junghwa                                | 2月19日       | 5月12日        | 7月30日        |
| 第47話 |          | 流行椪田回來了                |                                     | 持田康之        | 川崎逸朗 | 水野健太郎 | 加藤春奈                                                                          | 2月26日       | 5月19日        | 8月6日         |
| 第48話 |          | 全員參戰 瓶蓋王決定賽         | 全員參戰！樽甲彈蓋王決定戰          | 持田康之        | 田中和哉 | 球野貴裕   | 加藤春奈                                                                          | 3月5日        | 5月26日        | 8月13日        |
| 第49話 |          | 亂成一團 瓶蓋大混戰DX         |                                     | 小山真          | 二宮壯史 | 矢的中     | Lee Yeongmi、 Yoon Heeyoung、 Min Hyeonsuk、 Jo Mijeong、 Lee Jitak               | 3月12日       | 6月2日         | 8月20日        |
| 第50話 |          | 暢快發光 閃耀新星             | 清爽發亮吧！新星氣泡                | 小山真          | 川崎逸朗 | 信田       | STUDIO O2、 Lee Simin、 STUDIO GREEN、 Hwang Mijung、 Lee Mikyung                 | 3月19日       | 6月9日         | 8月27日        |
| 第51話 |          | 最終任務 瓶蓋能拯救地球       | 最後任務！樽蓋終將拯救地球          | 山本            | 川崎逸朗 | 球野貴裕   | 增田俊介                                                                          | 3月26日       | 6月16日        | 9月3日         |

### 播放电视台
| 播放地方       | 播放電視台   | 播放日期                     | 播放時間                  | 播放平台   | 備註       |
| -------------- | ------------ | ---------------------------- | ------------------------- | ---------- | ---------- |
| 關東廣域圈     | 東京電視台   | 2022年4月3日－2023年3月26日  | 星期日 8時30分－8時45分   | 東京電視網 |            |
| 北海道         | TV北海道     | 2022年4月3日－2023年3月26日  | 星期日 8時30分－8時45分   | 東京電視網 |            |
| 愛知縣         | 愛知電視台   | 2022年4月3日－2023年3月26日  | 星期日 8時30分－8時45分   | 東京電視網 |            |
| 大阪府         | 大阪電視台   | 2022年4月3日－2023年3月26日  | 星期日 8時30分－8時45分   | 東京電視網 | 製作電視台 |
| 岡山縣、香川縣 | 瀨戶內電視台 | 2022年4月3日－2023年3月26日  | 星期日 8時30分－8時45分   | 東京電視網 |            |
| 福冈县         | TVQ九州放送  | 2022年4月3日－2023年3月26日  | 星期日 8時30分－8時45分   | 東京電視網 |            |
| 台湾           | 東森幼幼台   | 2022年6月24日－2023年6月16日 | 星期五 19時45分－20時00分 | 有線電視   | 有重播     |
| 香港           | 翡翠台       | 2022年9月11日－2023年9月3日  | 星期日 17時15分－17時30分 | 无线電視   |            |

## 外部連結
- 電視動畫「射擊覺醒！激鬥瓶蓋人DX」官方網站（日語）
- Takara Tomy官網上關於射擊覺醒！激鬥瓶蓋人的介紹頁面（日語）
- 大阪電視台官網上關於射擊覺醒！激鬥瓶蓋人DX的介紹頁面（日語）